# Hofstetter Turbo
Der Hofstetter Turbo, auch Hofstetter bzw. Hofstetter Cortada genannt, ist ein Sportwagen, der in Brasilien von Tecnodesign Mecânica Indústria e Comércio gebaut wurde. Der Wagen wurde von Mário Richard Hofstetter entwickelt. Mario Hofstetter hat schweizerische Wurzeln, ist jedoch selber in Brasilien geboren. Er präsentierte seinen Sportwagen Ende 1984 auf dem Autosalon von São Paulo. 
Das Design seines Hofstetter Turbo war ungewöhnlich. Der Wagen hatte eine futuristische Keilform, Klappscheinwerfer und Flügeltüren. Als Inspiration diente Mario Hofstetter ein Konzeptfahrzeug von Bertone, der Bertone Carabo. Die Karosserie des Hofstetter wurde aus Kunststoff hergestellt, um Gewicht zu sparen. Das Leergewicht ist mit 1030 kg angegeben. Bei einem Radstand von 2340 bis 2365 mm beträgt die Länge 4170 bis 4180 mm, die Breite 1740 mm und die Höhe 1070 mm. 
Als Antrieb standen verschiedene Systeme zur Verfügung. Der Hofstetter war ein Mittelmotorfahrzeug. Ein 1,8 Liter großer Vierzylindermotor, der aus dem VW Santana stammte, leistete in der Basisversion wahlweise 65 kW (88 PS) oder 73 kW (99 PS).
Mit zusätzlichem Abgasturbolader und Doppelvergaser betrug die Motorleistung 113 kW (154 PS). Die Werksangabe für den Spurt von 0 auf 100 km/h betrug 7,6 Sekunden. Ab 1988 wurde ein Motor mit 2 Liter Hubraum und 198 kW (270 PS) Leistung angeboten. Dieses Modell wurde Turbo S genannt. Neben einem Schaltgetriebe war auch ein Automatikgetriebe erhältlich.
Die Antriebseinheit nahm Hofstetter ebenfalls von Volkswagen do Brasil. Doch im Gegensatz zu anderen brasilianischen Kleinserien-Fahrzeugen verwendete er nicht den Rahmen des VW Käfer als Basis, sondern ein selbst entwickeltes Rohrrahmenchassis.
Der Hofstetter wurde in Kleinserie hergestellt. Bis 1991 wurden lediglich 18 Fahrzeuge gebaut. Im November 1991 gab es leichte Karosserieänderungen. 1993 endete die Serienproduktion und der Wagen konnte nur noch auf Bestellung erworben werden.